# Dimorphodes
Dimorphodes is een geslacht van Phasmatodea uit de familie Phasmatidae. De wetenschappelijke naam van dit geslacht is voor het eerst geldig gepubliceerd in 1859 door Westwood.

## Soorten
Het geslacht Dimorphodes omvat de volgende soorten:
- Dimorphodes carinatus Redtenbacher, 1908
- Dimorphodes flavostriatus Günther, 1929
- Dimorphodes mancus
- Dimorphodes miles Redtenbacher, 1908
- Dimorphodes prostasis